# Daniel Herzog (Bischof)
Daniel William Herzog (* 9. Juli 1941 in Ogdensburg, New York; † 4. August 2023) war ein anglikanischer Bischof der Episkopalkirche der Vereinigten Staaten von Amerika. Er war von 1998 bis 2007 der 8. Bischof von Albany.
Im Mai 1971 wurde er zum Diakon ordiniert und erhielt im November 1971 seine Priesterweihe. 1997 wurde er durch Edmond Lee Browning sowie David Standish Ball und Gordon Paul Scruton zum Bischof geweiht. Er heiratete am 27. Februar 1965 Carol Anne Penfield und hatte fünf Kinder. Im März 2007 trat er in die römisch-katholische Kirche ein.
Im April 2010 kehrten er und seine Frau zur Episkopalkirche zurück, und er erhielt die Wiederzulassung zum anglikanischen Priesteramt.